# Jardim Maria Eugênia (Sorocaba)
Jardim Maria Eugênia é um bairro localizado na zona norte da cidade paulista de Sorocaba, próximo às avenidas Itavuvu e Ipanema.

## História
O Jardim Maria Eugênia é um conjunto habitacional popular de cerca de mil casas, construídas pela COHAB-Bandeirantes e entregues em 1983. As casas eram financiadas em 25 anos pelo extinto Banco Nacional da Habitação, para a população de baixa renda. Devido ao grande número de interessados, a escolha dos compradores se realizou por sorteio.
Todas as casas tinham o mesmo desenho arquitetônico: uma sala, um quarto, uma cozinha e um banheiro. Os telhados eram todos de amianto, e a única coisa que diferenciava as casas era a pintura das portas, janelas e madeiras aparentes da estrutura do telhado.
Durante a década de 2010, o bairro sofria um cenário de abandono em suas áreas de lazer.

## Geografia
Localização
O Jardim Maria Eugênia localiza-se na Zona Norte de Sorocaba, uma área de urbanização relativamente recente, caracterizada pela presença de inúmeros bairros populares. É ladeado a oeste e norte pelo Córrego Caguaçu, em cujas margens foi construída a pista de caminhada do bairro. Atravessando o córrego há apenas duas pontes: uma ligando o bairro ao vizinho Jardim Novo Horizonte e outra, mais precária, que faz a ligação com as chácaras do bairro Dinorah Rosa.
A sul e a leste bairros mais recentes foram construídos - Jardim Pacaembu e Jardim Santo Amaro, respectivamente - seguindo o mesmo traçado das ruas do Jardim Maria Eugênia, criando assim uma delimitação visualmente menos precisa.
Características
O bairro possui 28 ruas, que foram inicialmente denominadas por números. As ruas foram numeradas de 1 a 29 - não existia rua 13. Atualmente  todos os números foram substituídos por nomes.
O bairro era separado no meio por uma imensa área verde, atravessada por um minúsculo córrego, onde hoje se situa o Centro Esportivo do bairro (CE Francisco Lisboa). Devido a esse fato, o segmento do bairro após essa área verde ficou sendo conhecido como "Malvinas".
Limites
Os seguintes bairros são vizinhos ao Jardim Maria Eugênia:
- Jardim Novo Horizonte
- Jardim Pacaembú
- Jardim Santo Amaro
- Loteamento Dinorah Rosa
- Recreio dos Bandeirantes
- Cedrinho
- Jd. São Guilherme I

## Educação
O Jardim Maria Eugênia possui duas instituições públicas de ensino:
- Escola Estadual de Primeiro e Segundo Grau Professora Guiomar Camolesi Souza.[3]
- Centro de Educação Infantil n° 41 (municipal).